# Icterus parisorum
Icterus parisorum е вид птица от семейство Трупиалови (Icteridae).

## Разпространение
Видът е разпространен в Канада, Мексико и САЩ.